# 钦化县
钦化县，中国古县名。
唐朝时设置，治所在今广西壮族自治区柳江县西南、忻城县东。属思顺州。北宋庆历四年（1044年），并入马平县。